# Arctotis venusta
Arctotis venusta é uma espécie de planta com flor pertencente à família Asteraceae. 
A autoridade científica da espécie é Norl., tendo sido publicada em Botaniska Notiser 118(4): 406–411. 1965.

## Portugal
Trata-se de uma espécie presente no território português, nomeadamente no Arquipélago da Madeira.
Em termos de naturalidade é introduzida na região atrás indicada.

## Protecção
Não se encontra protegida por legislação portuguesa ou da Comunidade Europeia.